# Кубик, Любош
Лю́бош Ку́бик (чеш. Luboš Kubík; род. 20 января 1964, Високе-Мито, район Пардубице, Чехословакия) — чехословацкий и чешский футболист, чешский футбольный тренер. Играл на позициях полузащитника и защитника.

## Клубная карьера
Кубик начал свою карьеру в 1981 году в команде «Спартак Градец-Кралове», а в следующем году был заявлен за пражскую «Славию», за которую выступал с 1982 по 1988 год и провёл 133 игры, забил 33 гола.
В 1989 году его трансфер выкуплен клубом итальянской серии А «Фиорентина», в которой он провёл 2 сезона и сыграл в 50 матчах (8 голов).
В 1991—1993 годах выступал за французский «Метц», в 1993—1995 годах — за германский «Нюрнберг».
В 1995 году возвратился на родину, где в сезонах 1995/96 играл за «Дрновице», в 1996/97 — за пражскую «Славию», а в 1997/98 — за любительский футбольный клуб «Лажне Богданеч».
В 1998 году переехал в США. Выступая в 1998—2000 годах за «Чикаго Файр» провёл 75 игр и забил 15 голов. В 1998 году признан лучшим защитником MLS и дважды (1998, 1999) входил в символическую сборную MLS.
В 2001 году был продан в «Даллас Бёрн», где и завершил игровую карьеру ввиду постоянных травм.

## Международная карьера
В национальную команду Чехословакии впервые был призван в 1985 году. Участвовал в чемпионате мира 1990 года (команда выбыла в 1/4 финала) и чемпионате Европы 1996 года (2-е место). Всего провёл в составе сборных Чехословакии и Чехии 56 игр и забил 13 голов.

## Тренерская карьера
Любош Кубик тренировал команды «Градец-Кралове», «Шлёнск» (2006), «Торки Юнайтед» (2006—2007) и «Тыниште-над-Орлици» (2007). После этого начал работать в США в качестве помощника тренера молодёжной сборной этой страны.
В марте 2010 года объявлено, что Кубик стал помощником главного тренера сборной команды США Боба Брэдли для подготовки к чемпионату мира 2010.

## Достижения
- Финалист Кубка УЕФА (1990)
- Серебряный призёр чемпионата Европы 1996
- Чемпион MLS (1998)
- Двукратный обладатель Кубка США (1998, 2000)